# Ambla (Fluss)
Die Ambla (estnisch Ambla jõgi) ist ein 31 km langer Fluss in Estland. Er wird auch Albu jõgi genannt. Sein Einzugsgebiet umfasst 242 km².
Die Ambla entspringt beim 3,4 Hektar großen See Roosna (Roosna järv), etwa 3,7 km von Ambla im Kreis Järva entfernt. Ihr Oberlauf liegt auf dem Höhenzug Pandivere.
Die Ambla mündet in den Fluss Jägala. Größter Nebenfluss ist linkerseits der Bach Sääsküla oja.
Die Ambla ist besonders für ihre Bachforellen bekannt.